# James H. Morrison
James Hobson Morrison (Hammond, 8 dicembre 1908 – Hammond, 20 luglio 2000) è stato un politico statunitense, membro della Camera dei Rappresentanti per lo stato della Louisiana dal 1943 al 1967.

## Biografia

### Primi anni
Nato ad Hammond, Morrison studiò giurisprudenza all'Università Tulane, per poi intraprendere la professione di avvocato. Si occupò di assistenza ai lavoratori, in particolare per i braccianti agricoli addetti alla raccolta delle fragole; fondò inoltre un giornale per i lavoratori.
Entrato in politica con il Partito Democratico, nel 1940 si candidò alla carica di governatore della Louisiana, ma si classificò quarto nelle primarie. Quattro anni dopo, si candidò nuovamente per la carica, classificandosi terzo.
Nel 1942, Morrison si candidò alla Camera dei Rappresentanti, affrontando nelle primarie il deputato in carica Jared Y. Sanders Jr., figlio dell'ex governatore Jared Y. Sanders Sr., e riuscendo a sconfiggerlo. Da allora, Morrison restò in carica come deputato per i successivi ventiquattro anni. Nel corso della sua permanenza al Congresso, si occupò prevalentemente di questioni legate all'agricoltura, guadagnandosi la fama di deputato populista nel sostenere ad esempio il finanziamento federale delle autostrade nel suo distretto.
Nel 1956, Morrison fu uno dei firmatari del cosiddetto Southern Manifesto, un documento che si opponeva all'integrazione razziale nei luoghi pubblici. Votò inoltre contro il Civil Rights Act del 1957, quello del 1960 e quello del 1964. Nel 1965, si espresse invece a favore del Voting Rights Act, che garantiva il diritto di voto per le minoranze.
Proprio a causa di questo voto, Morrison venne sfidato nelle successive elezioni dal candidato suprematista e segregazionista John Rarick, che lo accusò di essere troppo inclusivo in tema razziale. In campagna elettorale, Rarick cercò di accostare la figura di Morrison al Presidente Lyndon B. Johnson, che era divenuto impopolare tra i democratici conservatori del Sud; a sua volta, Morrison dipinse Rarick come un carpetbagger dell'Indiana ed un membro del Ku Klux Klan. Rarick negò di appartenere al Ku Klux Klan, ma anni dopo emerse che ne fosse stato effettivamente un membro.
Al primo turno, Morrison non riuscì ad ottenere la maggioranza assoluta, che gli avrebbe risparmiato il ballottaggio, per soli 1.880 voti; oltre seimila voti furono espressi per un altro candidato di nome James E. Morrison, cosicché i commentatori sostennero che molti avessero voluto votare il deputato in carica ma avessero fatto confusione per via dell'omonimia.
Al ballottaggio, Morrison cercò di giustificare il suo sostegno al suffragio universale sottolineando come si fosse in passato opposto ad altre leggi sui diritti civili; Rarick lo definì un alleato del "blocco elettorale del potere nero".
Al termine della competizione, Rarick riuscì a sconfiggere il deputato Morrison con il 51,2% delle preferenze. 
Dopo aver lasciato il Congresso, Morrison tornò a svolgere la professione di avvocato. Morì nel 2000, all'età di novantun anni, dopo aver subito alcuni problemi di salute tra cui un ictus e due attacchi di cuore.